# ヘンダーソン (ケンタッキー州)
ヘンダーソン（英: Henderson）は、アメリカ合衆国ケンタッキー州西部ヘンダーソン郡のオハイオ川沿いにあるケンタッキー州第2等級都市であり、同郡の郡庁所在地でもある。2010年（英語）国勢調査での人口は2万8,757 人だった。インディアナ州に跨るエバンズビル大都市圏に属しており、造語で「ケンタッキアナ」あるいはイリノイ州にも近いので「3州地域」とも呼ばれる。エバンズビル最南端の都市圏として人口は5万8,702人（2018年）と州内の広域都市圏人口第12位、都市圏人口は同じく9位、周辺の小都市を合算する人口統計で州内14位である。
ヘンダーソン市とゆかりのある著名な人物として、この街に暮らしたジョン・ジェームズ・オーデュボンは鳥類学者で博物学者、画家であり、ブルースの伝説的存在であるW・C・ハンディ（英語版）の生まれ故郷である。また市は100年以上にわたって南部チェロキー族が住む所となっている。

## 市名の由来
市名はリチャード・ヘンダーソン大佐から採られた。ヘンダーソンは18世紀のパイオニアであり、土地投機家だった。ヘンダーソンと親交のあったサミュエル・ホプキンス将軍とトマス・アリンが名付けた。

## 歴史

### 18世紀
ヘンダーソンは、オハイオ川の岸の小さな1ブロック幅の帯状地が始まりであり、現在の川面船着き場の直ぐ南にあるオーデュボン・ミル公園の場所にあった。この場所にあった村は、そこの赤っぽい粘土土壌の故に、地元チェロキー族から「レッドバンクス」と呼ばれた。1790年代初期までにレッドバンクスには、チェロキー族以外に酒場1軒とヨーロッパ系アメリカ人の家屋数軒があった。1792年11月16日、住民のロバート・シンプソンがレキシントンのアレクサンダー・D・オア大佐に手紙を書き、怪しげな性格だと考えられる30家族を扱うためにレッドバンクスに治安判事を指名してほしいと要請した。この頃、レッドバンクス開拓地は、西に移動する無法者やその家族にとってフロンティアの退避地として悪名が高かった。そのような家族の1つに、サミュエル・メイソン治安判事の家族がいた。この頃までにチェロキー族以外の自由男性住人は62人になっていた。

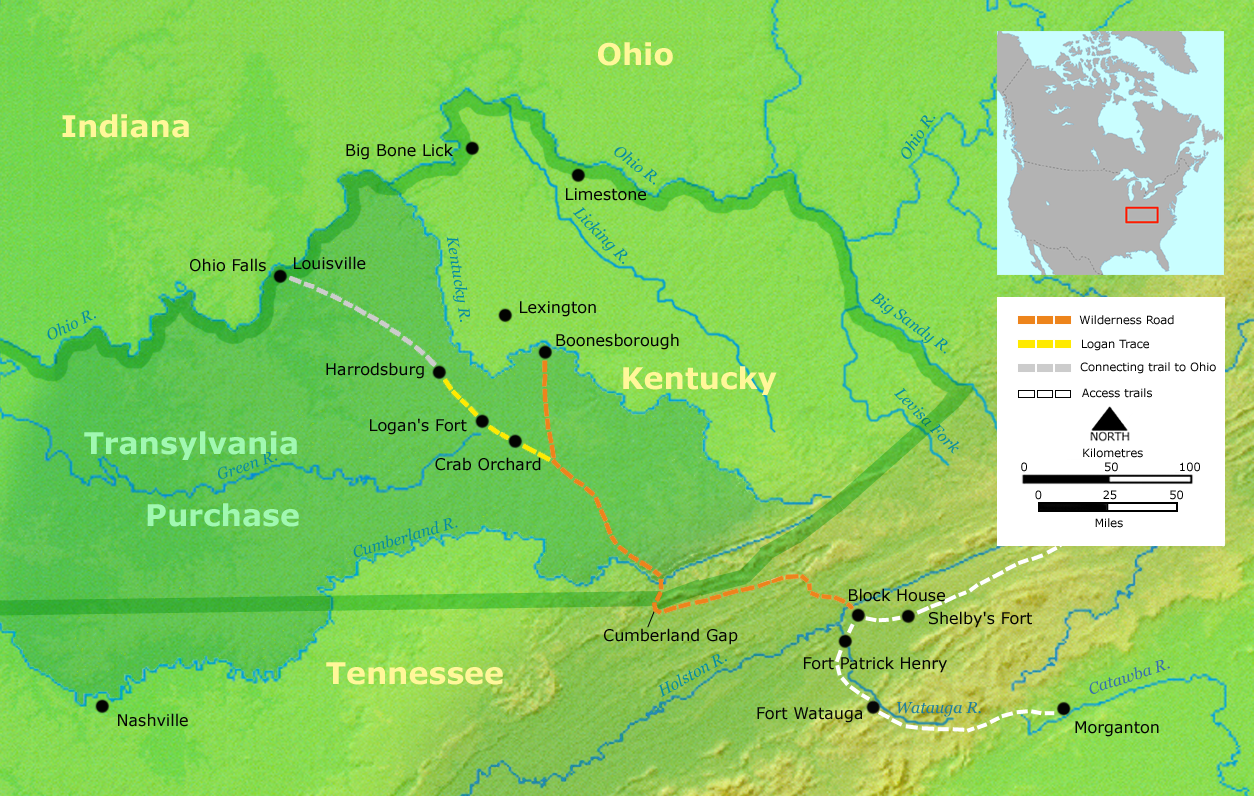
エリザベストンのシカモアショールズで購入されたトランシルベニア購入地と荒野道路

1775年3月17日、ノースカロライナ州の判事リチャード・ヘンダーソン大佐とそのトランシルベニア会社が、シカモアショールズ（現在のテネシー州エリザベストン）で1,200人のチェロキー族と会合し、オハイオ川、カンバーランド川、ケンタッキー川に囲まれた土地 17,000,000 エーカー (69,000 km2) 以上を購入して、白人開拓者に販売することにした。
トランシルベニア購入地と呼ばれたこの土地の販売はバージニア州議会によって無効とされた。この領土（およびその境界内でインディアンから購入した土地の権利）は、バージニア州が王室勅許で得た土地の部分だった。しかし、バージニア州はヘンダーソンとその会社に20万エーカー (810 km2) の土地の開発を認めた。そこはグリーン川とオハイオ川の合流点にあった。ヘンダーソンはダニエル・ブーンを雇用してこの土地を測量させ、好みの土地を選ばせたが、町が開発される前にヘンダーソンが死んだ。サミュエル・ホプキンス将軍と測量士のトマス・アリンが1797年にレッドバンクスを訪れ、後のヘンダーソンとなる町の区画割りを行った。同年、ケンタッキ州議会により正式に町が設立された。この新しい町の計画ではっきりした特徴は、異常なくらい広い通りであり、火事が起こった場合に1ブロック以上に広がるのを防ぐためだったとされている。放射状に配置された駐車スペースが中心街の今日ある通りを象っており、通りは2方向の通行路を取った上に、配達用のトラックが通りの中央に駐車しても邪魔をしないほどの広さがある。1799年10月29日、ヘンダーソン市の国勢調査で人口は183人だった。ヘンダーソン郡には人口423人、奴隷207人、馬412頭だった。

### 19世紀
1801年、町に郵便局が設立された。正式に法人化されたのは1840年1月21日だった。
19世紀半ばまでにヘンダーソン郡はタバコの主産地となり、生産されたタバコの多くがイギリスに輸出された。この地域は世界最大のダークタバコ生産地であり、大型タバコ倉庫や茎取り機がヘンダーソン中心街に点在した。この時代の絵葉書では馬やラバが曳く荷車に高くタバコを積み上げ、川を下る船に積み替える順番を列を作って待っている様子が描かれている。タバコの加工業者数人がかなりの財産を積み上げることになった。

### 20世紀
第二次世界大戦の直前、ヘンダーソン市は世界のどの都市よりも一人当たり百万長者の数が多いと言われた。しかし、イギリスが戦後に輸入タバコに高い関税を課し、郡と市の輸出市場を破壊した。タバコ倉庫や工場が閉鎖され、町の経済様相が逆転した。最後のタバコ施設であったペネル通りのソーパー・タバコ倉庫が1984年に閉鎖された。
ヘンダーソン市は20世紀に入っても地域の中心であり続けた。事業が中心街に集中していた。20世紀初期市内にはかなりの地区（未編入領域）と外郭部があった。その中にはオーデュボン、ウィーバートン、オーデュボンハイツがあった。オーデュボンとウィーバートンの一部は「イーストエンド」と呼ばれることがあり、ヘンダーソン市中心街に次いで2番目に大きな事業地区となっている。

#### 自然災害
1800年代後半から1900年代初期に異常気象が続いた。1901年の「巨大みぞれ」は2月の3週間降り続け、「土地の道のために馬に特別の蹄鉄を付けなければならなかった」。
1908年ヘンダーソン地域は高温と干ばつとなり、オハイオ川の流れが著しく減った。「ヘンダーソン・デイリー・グリーナー」が「少年たちが昔の川床の真ん中で毎日野球をしている」と報告した。事業に全て逆風となり、閉鎖を強いられた。ヘンダーソンの記者は「小さなガソリン・ボートでも走らせるのは本当に難しい」と記していた。
1914年6月20日、ヘンダーソンは「ベビー・サイクロン」に襲われた。地元歴史家で新聞記者のジャック・ハジョンスは、「ヤマウズラの卵ほどもある雹が10分間も降り、強風が大きな木を根っこから倒した。市内の木陰樹木の大枝を捻じ曲げた」と記していた。市内の北部では幾つかの建物が吹き倒され、小麦の保管分が散乱した。この嵐は30分間以上続き、農地全体で穀物をなぎ倒した。電話線が損傷を受け、雹によって市と郡の窓が割られた。その26日後には竜巻が発生し、2人が死亡し、町の多くが破壊された。
1937年、オハイオ川流域で18日間に21インチ (533 mm) の降水があり、洪水を起こし、広範な損害を及ぼした。崖上にあるヘンダーソンは辛うじて大きな被害を免れたが、川沿いにあるピッツバーグ、シンシナティ、ルイビル、エバンズビル、パデューカなど各市が被害を受けた。「ヘンダーソン・グリーナー」と「イブニング・ジャーナル」の出版者リー・ハリスは、「ヘンダーソンは川の上にあったが、その中にはなかった」と記した。この好都合な位置にあることでヘンダーソンには新しい企業を惹きつけることになった。

## 地理
ヘンダーソン市は北緯37度50分8秒 西経87度34分51秒 / 北緯37.83556度 西経87.58083度 (37.835587, -87.580713)に位置している。
アメリカ合衆国国勢調査局に拠れば、市域全面積は17.1平方マイル (44.2 km2)であり、このうち陸地15.0平方マイル (38.8 km2)、水域は2.1平方マイル (5.5 km2)で水域率は12.36%である。
インディアナ州とケンタッキー州の州境は1792年時点でオハイオ川北岸の低水位線として定義されており、1812年ニューマドリッド地震によって川が流れを変えたために、ヘンダーソン郡の小部分（長さ約4マイル (6.4 km)、幅1マイル (1.6 km)) が川の北側に残り、インディアナ州に入っているように見える。バイステイト・ベトナム・ゴールドスター橋とエリスパーク競馬場がケンタッキー州内に入っている。競馬場はインディアナ州のエリアコード812を使用している。

### 交通
ヘンダーソン地域高速交通が1957年に公共の大量輸送機関を創設し、ヘンダーソン市に住む全住民がその部分オーナーである。
 アメリカ国道41号線のバイステイト・ベトナム・ゴールドスター橋が、北のエバンズビルとを繋いでいる。この国道は南のマディソンビルやホプキンスビル各市に繋がっている。

## 気候
この地域の気候は暑く湿気た夏と、温暖から冷涼な冬が特徴である。ケッペンの気候区分では温暖湿潤気候（"Cfa"）に区分される。

## 人口動態
以下は2010年国勢調査による人口統計データである。
| 基礎データ - 人口: 28,757 人 - 世帯数: 12,253 世帯 - 家族数: 7,949 家族 - 人口密度: 741.2人/km2（1,917.1 人/mi2） - 住居数: 13,212 軒 - 住居密度: 326.3軒/km2（845.4 軒/mi2） 人種別人口構成 - 白人: 84.1% - アフリカン・アメリカン: 11.8% - ネイティブ・アメリカン: 0.18% - アジア人: 0.7% - 太平洋諸島系: 0.01% - その他の人種: 0.58% - 混血: 1.04% - ヒスパニック・ラテン系: 1.27% 年齢別人口構成 - 18歳未満: 23.5% - 18-24歳: 9.2% - 25-44歳: 29.5% - 45-64歳: 22.5% - 65歳以上: 15.3% - 年齢の中央値: 37歳 - 性比（女性100人あたり男性の人口） - 総人口: 89.3 - 18歳以上: 85.3 | 世帯と家族（対世帯数） - 18歳未満の子供がいる: 29.8% - 結婚・同居している夫婦: 45.5% - 未婚・離婚・死別女性が世帯主: 14.1% - 非家族世帯: 36.8% - 単身世帯: 32.1% - 65歳以上の老人1人暮らし: 12.9% - 平均構成人数 - 世帯: 2.27人 - 家族: 2.86人 収入と家計 - 収入の中央値 - 世帯: 35,790米ドル - 家族: 45,250米ドル - 性別 - 男性: 37,494米ドル - 女性: 27,588米ドル - 人口1人あたり収入: 23,288米ドル - 貧困線以下 - 対人口: 16.5% - 対家族数: 13.2% - 18歳未満: 24.6% - 65歳以上: 11.3% |

## 経済
郡内にはアルミ製造、自動車と応用部品、プラスチック射出成型、工具と型製造、食品加工、リサイクル材料加工など多くの製造業がある。2008年6月、ヘンダーソンの雇用者20,205人の内、ほぼ12%が政府関係の雇員だった。州内でも石炭生産量が多く、2004年には280万トン以上が産出された。

## 教育
ヘンダーソン郡教育学区には小学校8校、中学校2校、高校1校がある。精神障害や身体障害のある生徒の学校、地区内の別の学校を中断した生徒のための代替学校もある。ホリー・ネーム・オブ・ジーザス・カトリック学校という教区学校がある。
ヘンダーソン市の高等教育機関はヘンダーソン・コミュニティカレッジがあり、またマレイ州立大学の衛星キャンパスもある。さらにエバンズビル市にあるオークランド市立大学エバンズビル・センター、エバンズビル大学、南インディアナ大学も利用できる。

## 文化

### 年間祭
毎年様々な行事や祭りを開催している。ヘンダーソン・ブレックファースト・ライオンズクラブは、毎年4月半ばに非営利組織のための資金を集めるストリート祭、トライ・フェストを開催している。6月半ばにはハンディ・ブルース・アンド・バーベキュー祭、8月にはブルーグラス・イン・ザ・パーク・フォークライフ祭もある。毎年のバーベキューは、1926年7月18日日曜日に、ヘンダーソン貨物駅従業員がアトキンソン公園で始めたものに遡ることができる。良く知られた食品は子羊、バーグーなどである。
ブルーグラス・イン・ザ・パーク・フォークライフ祭は国内でも最大級のブルーグラス祭である。ヘンダーソンでも最古の継続開催される音楽祭であり、2010年に連続25回目を迎えた。過去に公演を行った者には、ビル・モンロー、エミルー・ハリス、アリソン・クラウスとユニオン・ステーション、リッキー・スカッグス、ジョン・ハートフォード、グレン・キャンベルなど著名なブルーグラスのアーティストがいる。この祭りは地元の生活様式と文化を、レクリエーション・フォークライフ（伝統的なゲーム）、機能的なフォークライフ（キルト、タッティング、籐製家具、バスケット制作、毛針製作）、口伝（物語り）フォーク音楽、伝統料理（硬化カントリーハム、バーグー作り、バーベキューの加工）、地元の伝統と統合された外国文化などと共に展示している。
グリーン川芸術工芸祭は10月初旬の週末にジョン・ジェイムズ・オーデュボン州立公園で30年以上も続いている大きな行事であり、グリーン川地域開発地区が組織している。

### 音楽と映画
ブルースの伝説的存在であるW・C・ハンディがヘンダーソンで10年間近く生活し、その後、曲を書き始めた。「ルイビル・クーリエ・ジャーナル」のジョー・クリーソンとのインタビューで、次のように語っていた。
私はヘンダーソンで曲を書かなかったが、私のした経験、見たもの、聞いたものが、私の人種のある種音楽特性に定着したと認識したのはそこでだった。そこで私は私の人々の音楽を喜び、続いてブルースが生まれた。その日から私の経験をある種の音楽にすることを考え始めた。
これはハンディの死の数年前のインタビューだが、死後の1973年3月9日になって公表された。ヘンダーソンでは毎年国内最大級の屋外無料コンサート、ハンディ・ブルース・アンド・バーベキュー祭を開催して、ハンディのことを祝っている。
1992年の映画『プリティ・リーグ』は、幾つかのシーンがヘンダーソンで撮影された。例えば寮のシーンはメインストリート北612にある、ケンタッキー州知事とアメリカ合衆国上院議員を務めたオーガスタス・スタンレーの家で撮影された。

#### エリスパーク
ヘンダーソンの呼び物はエリスパーク競馬場であり、当初はデイドパークと呼ばれていた。この公園は1922年に、サラブレッド競走馬オーナー達の組織であるグリーン川ジョッキークラブが建設した。エリスパークはオハイオ川のインディアナ州側にあるが、インディアナ州エバンズビルの上水道とショーニー道路から南、オハイオ川まではヘンダーソン郡の領域である。北アメリカ競馬協会に拠れば、エリスパークは北アメリカにあるサラブレッド競馬場65か所の中で賭け事のチャンスが良いことでは第6位になっており、ルイビルのチャーチルダウンズ競馬場の次にきている。

### スポーツ行事
1994年、ヘンダーソン・レクリエーション協会がベーブ・ルース・リーグとの契約に署名し、この年のバンビーノ・ワールドシリーズを開催した。これは市が大きなスポーツ行事を開催した初めてのことだった。パークフィールドがそのシリーズの開催場所と考えられていたが、実行側がそこはリーグの要求に合致していないと言った。市はより大きく、設備の良いスタジアム建設を迫られた。建設計画は1992年に始まり、1994年初期に完成した。改修して、座席数は5,500席まで上げられた。この計画の一部としてグラウンドの表土も再調整され、他にも多くの改良が加えられた。
1994年8月10日、1994年バンビーノ・ワールドシリーズの第1球が投じられた。数多い野球ファンがパークフィールドに詰めかけた。アメリカ合衆国国内とヴァージン諸島からの代表チームが1週間の日程で覇を競った。ワシントン州ケニウィックのチームが優勝した。その2年後、市は再度シリーズを開催することに決めた。24時間テレビ局がこの行事に宛てられることになった。開催中に、地元新聞の「ザ・グリーナー」がこの行事の特別プログラムを掲載し、全チームのデータ、バイオス情報、写真が含まれ、ホストチームであるヘンダーソン・オールスターズの野球カード取扱いが掲載された。1996年バンビーノ・ワールドシリーズは8月17日に始まった。ヘンダーソン・オールスターズは決勝まで進出したが、これはそれまでのホストチームが出来ていなかった快挙だった。決勝ではカリフォルニア州オークランドのチームが8対4で勝った。
ヘンダーソンの青少年野球は、1949年から1950年に地元YMCAでウィリアム・ヒーブ、ジェイムズ・"ハンク"・ハーポール、ジョー・ゲイブが会して、組織化が始められた。全国のリトルリーグへの加盟も認められた。オハイオ川の高い岸沿いにある埋め立て地を再生し、2つのリトルリーグ（6歳から12歳）用野球場と1つのポニーリーグ（12歳から15歳）用野球場に変え、パークフィールドと呼んだ。この地域は市民公園に隣接している。一時期は地元のハム・ラジオクラブの本部ビルがあった。ハーポールがこのリーグを支える幅広い活動を指導した。市内で多くのチームが生まれ、別に野球場も開発された。ハーポールは後に就学前（6歳まで）の女児を含む「Tボール」リーグも設立した。

## 見どころ
- ジョン・ジェームズ・オーデュボン州立公園 - 鳥類学者、博物学者、画家のジョン・ジェームズ・オーデュボンは1810年代の数年間をヘンダーソンで生活した。共同経営者のフェルディナンド・ロジャーと共に店を経営しており、その後に芸術に専念することを決めた。著作『アメリカの鳥』シリーズに使われた挿絵から9体のブロンズ像が作られ中心街に配されている。ジョン・ジェームズ・オーデュボン州立公園と博物館には、世界最大のオーデュボン収集品が収められ、オーデュボンの仕事の中でも最も広範な収集になっている。観光客は野生生物を見ながらオーデュボンの彫刻を巡るツアーを楽しむことができる[22]。
- リバーフロント - 市の中心街とリバーフロントは、特にオーデュボン・ミルパークを中心にシンプルなデザインになっている。この公園に沿ってリバーフロントのプレイエリアには、人気のあるウォーターパーク噴水がある。ウォーターパークは2つの部分に分かれている。1つは大きな地域で、数フィートから15フィート (4.5 m) の高さまで45の噴水がある。2つ目は約2フィート (0.6 m) 高さの噴水が集まる小さな部分である。子供たちにとっては終わりの無い楽しみである。歩行者や自転車乗りには歩道やベンチがオハイオ川まで続いている。インディアナ州に渡るCSXトランスポーテーションの鉄橋も見られる。岸からは釣り桟橋が川中に伸びている。
- グリーン川州有林 - ヘンダーソン市の約5マイル (8 km) 北東に広さ1,106エーカー (4.48 km2)  のグリーン川州立公園がある。この公園は狩猟、釣り、ハイキングなど大衆のレクリエーション用途に解放されている。公園の半分以上がオハイオ川に臨むヘンダーソンのが崖下にあり、広さ65ないし70エーカー (260,000–280,000 m2) の湿地がある。前史時代からこの地は人類が利用してきた。16世紀半ば、スペインのデ・ソト遠征隊がここで宿営した。その年代記編者がスペイン人とインディアンの敵対関係を記録している。グリーン川州有林とヘンダーソン市北部には、デ・ソトのトレイルと考えられる場所がある。
- ザ・スロー（湿地） - 市内の約1万エーカー (40 km2) 近くが湿地である。ラクウショウのスローすなわち湿地になっている。冬には1万羽以上の雁や家鴨が避寒地として使っている。猟師、釣り人、ハイカー、キャンパー、さらに自然愛好家が多くの野生生物を求めて入ってくる。カメやコヨーテも見られる。

## メディア
地元の新聞は日刊紙「ザ・グリーナー」と、「エバンズビル・クーリエ・アンド・プレス」の都市部版がある。どちらもE・W・スクリプス・カンパニーが所有している。
ヘンダーソンはエバンズビル・メディア・マーケットに入っており、国内のテレビ市場としては第101位の規模である。またラジオ市場としては第161位である。地元で所有されるラジオ局はAM1局のみである。オーエンズボロやマディソンビルの放送を聴取できる。フォートキャンベルやテネシー州クラークスビル、パデューカの放送も入る。
アメリカン・ブロードキャスティング・カンパニーの系列局が市内にスタジオと送信塔を構えているが、免許はエバンズビルから得ている。

## 著名な出身者
- ジョン・ジェームズ・オーデュボン、鳥類学者、博物学者、画家、1810年代の数年間ヘンダーソンで暮らした
- ジョン・Y・ブラウン、アメリカ合衆国下院議員、ケンタッキー州知事
- アルバート・ベンジャミン・チャンドラー、アメリカ合衆国上院議員、ケンタッキー州知事、メジャーリーグベースボール2代目コミッショナー
- ミスティ・ドーン、ポルノ女優、モデル
- ハズバンド・キンメル、日本海軍が真珠湾攻撃を行ったときのアメリカ太平洋艦隊司令官
- ラザラス・W・パウェル、アメリカ合衆国上院議員、ケンタッキー州知事
- オーガスタス・スタンレー、アメリカ合衆国上院議員、アメリカ合衆国下院議員、ケンタッキー州知事